# (5815) Shinsengumi
(5815) Shinsengumi es un asteroide perteneciente al cinturón de asteroides, región del sistema solar que se encuentra entre las órbitas de Marte y Júpiter, descubierto el 3 de enero de 1989 por Tsutomu Seki desde el Observatorio de Geisei, Geisei, Japón.

## Designación y nombre
Designado provisionalmente como 1989 AH. Fue nombrado Shinsengumi en homenaje a Shinsengumi, nombre de un grupo de samuráis de 300 miembros que organizó la defensa del Shogunato Tokugawa y mantuvo el orden en Kioto durante 1863-1869.

## Características orbitales
Shinsengumi está situado a una distancia media del Sol de 3,188 ua, pudiendo alejarse hasta 3,317 ua y acercarse hasta 3,060 ua. Su excentricidad es 0,040 y la inclinación orbital 22,83 grados. Emplea 2079,91 días en completar una órbita alrededor del Sol.

## Características físicas
La magnitud absoluta de Shinsengumi es 12,1. Tiene 18,081 km de diámetro y su albedo se estima en 0,094. 